# 후코즈 마쓰다이라가
후코즈 마쓰다이라가 혹은 후코조 마쓰다이라가(일본어: 深溝松平家)는 마쓰다이라 다다사다(松平忠定)를 시조로 하는 마쓰다이라 가의 지류로, 18 마쓰다이라의 하나이다. 후코즈(深溝)는 '후코조'라고 읽기도 한다. 마쓰다이라 노부미쓰의 대까지 거슬러 올라가면 도쿠가와 이에야스와 공통의 시조를 가지는 가문이다.

## 개요
1524년(다이에이 4년), 고이의 마쓰다이라 모토무네(松平元心)가 종가 마쓰다이라 나가치카의 명에 의해 누카타군 후코즈 성주 오바 지로자에몬(大場次郎左衛門)을 토벌하여 붙잡지만, 모토무네는 자신의 전공을 동생에게 양보한다. 형의 전공을 얻은 동생 다다사다에 의해 후코즈 마쓰다이라 가는 발족되었다고 한다.
한편, 시마바라 혼코지(本光寺)의 설에 의하면, 이와즈(岩津) 마쓰다이라 지카나가(松平親長)의 딸과 혼인하여 그 영지를 물려받아 시작되었다고 하지만, 진위는 알 수 없다.
가문은 그 뒤로도 후코즈 성주로서 이어졌다. 2대 오이노스케 요시카게(大炊助好景), 3대 도노모노스케 고레타다(主殿助伊忠)는 도쿠가와 이에야스의 오카자키성에서의 독립기로부터 젠묘쓰쓰미 전투(善明堤の戦い) 등에서 지속적으로 활약했다. 4대 도노모노카미 이에타다(主殿頭家忠)는 사카이 다다쓰구(酒井忠次)의 지휘 하에서, 나가시노 전투 등에 참전해 공을 세웠다.
1590년(덴쇼 8년)의 도쿠가와 이에야스의 간토 이봉에서는, 4대 이에타다가 무사시국 오시 번(忍藩) 1만 석으로서 입봉했다. 그러나 1600년(게이초 5년)의 세키가하라 전투의 전초전인 후시미 성 전투(伏見城の戦い)에서, 수장인 도리이 모토타다(鳥居元忠)의 부장 자격으로 후시미성에서 농성하여 옥쇄했다.
3대 고레타다 이후, 도노모노스케(4대 이에타다부터는 도노모노카미)의 통칭을 사용했기 때문에, 마쓰다이라 도노모 가(松平主殿家)라고도 불린다.

### 에도 시대
1601년(게이초 6년), 세키가하라에서의 전승에 의해 이에타다의 아들 마쓰다이라 다다토시(松平忠利)는 염원인 미카와의 옛 영지 회복이 실현되어 후코즈 번 1만 석이 되었다. 그렇지만 1612년(게이쵸 17년) 3만 석으로 가증되어 미카와 요시다 번(三河吉田藩)으로 옮겼다.
마쓰다이라 다다후사(松平忠房)의 대에 가리야 번(刈谷藩), 후쿠치야마 번(福知山藩)으로 전봉을 거듭하다가 1668년(간분 8년) 6만 5천 석으로 시마바라번에 들어갔다. 1747년(간엔 2년) 우쓰노미야 번(宇都宮藩) 도다 다다미쓰(戸田忠盈)와 교체되어 이봉하지만, 1774년(안에이 3년)에 재차 우쓰노미야 번과 교체되어 시마바라 번에 들어가고, 이후 8대에 걸쳐 지배하다가 메이지 유신을 맞았다. 유신 후에는 자작 가문이 되었다.

## 역대 당주
1. 마쓰다이라 다다사다(松平忠定)
2. 마쓰다이라 요시카게(松平好景)
3. 마쓰다이라 고레타다(松平伊忠)
4. 마쓰다이라 이에타다(松平家忠)
5. 마쓰다이라 다다토시(松平忠利)
6. 마쓰다이라 다다후사(松平忠房)
7. 마쓰다이라 다다오(松平忠雄)
8. 마쓰다이라 다다미(松平忠俔)
9. 마쓰다이라 다다토키(松平忠刻)
10. 마쓰다이라 다다마사(松平忠祇)
11. 마쓰다이라 다다히로(松平忠恕)
12. 마쓰다이라 다다요리(松平忠馮)
13. 마쓰다이라 다다코레(松平忠侯)
14. 마쓰다이라 다다나리(松平忠誠)
15. 마쓰다이라 다다키요(松平忠精)
16. 마쓰다이라 다다아쓰(松平忠淳)
17. 마쓰다이라 다다치카(松平忠愛)
18. 마쓰다이라 다다카즈(松平忠和)
19. 마쓰다이라 다다타케(松平忠威)
20. 마쓰다이라 다다아키(松平忠諒)
21. 마쓰다이라 다다사다(松平忠貞)

## 같이 보기
- 18 마쓰다이라